# Chironomus tusimaabeus
Chironomus tusimaabeus är en tvåvingeart som beskrevs av Sasa och Suzuki 1999. Chironomus tusimaabeus ingår i släktet Chironomus och familjen fjädermyggor. Inga underarter finns listade i Catalogue of Life.